# Gesundheitsvorsorge (Unfallversicherung)
Die Gesundheitsvorsorge (kurz GVS) ist eine seit 2007 bestehende Gemeinschaftseinrichtung der gesetzlichen Unfallversicherung in Deutschland. Aufgabe der GVS ist es, arbeitsmedizinische Vorsorgeuntersuchungen von Personen zu organisieren, die während ihrer beruflichen Tätigkeit asbest-, keramikfaserhaltigem Staub oder quarzhaltigen Stäuben ausgesetzt waren oder gegenwärtig noch sind. Die GVS erfüllt damit für diese krebserzeugenden Stäube die gleiche Funktion wie ODIN für die übrigen krebserzeugenden Stoffe. Die GVS ist die Nachfolgeorganisation von ZAs (Zentrale Erfassungsstelle asbeststaubgefährdeter Arbeitnehmer) und wird von der Berufsgenossenschaft Energie Textil Elektro Medienerzeugnisse (BG ETEM) als Auftragseinrichtung in Augsburg geführt.

## Aufgaben
Die GVS erfasst auf der Grundlage des SGB VII unter Beachtung der gesetzlichen Vorschriften zum Datenschutz die notwendigen Angaben von Personen, die während ihrer beruflichen Tätigkeit krebserzeugendem Staub ausgesetzt waren, merkt die Termine für arbeitsmedizinische Vorsorge (Nachuntersuchungen und nachgehende Untersuchungen) vor und verfolgt deren Einhaltung.
Die Vorsorgeuntersuchungen sind ein Angebot an die Versicherten, mit ihrer Zustimmung arbeitsmedizinisch betreut zu werden. Wegen der langen Latenzzeit (Zeitraum zwischen erstem beruflichem Umgang mit Asbestfeinstaub und erstmaliger ärztlicher Diagnose eines Krankheitsbefunds) bei asbestbedingten Erkrankungen – nicht selten bis zu 30 Jahre – sollten arbeitsmedizinische Kontrolluntersuchungen möglichst früh und möglichst lange durchgeführt werden.

## Verfahren
Die Betroffen werden von ihrem Beschäftigungsbetrieb an die GVS gemeldet und ggf. bis zum 75. Lebensjahr betreut. Daneben besteht die Möglichkeit, dass noch nicht erfasste Betroffene durch ihren Hausarzt oder einen Lungenfacharzt an die GVS gemeldet werden.

## Datenbestand der GVS
Am 31. Dezember 2011 waren bei der GVS insgesamt 561.277 Personen registriert. Davon wurden regelmäßig 80.000 Personen für Nachuntersuchungen und ca. 250.000 Personen für nachgehende arbeitsmedizinische Vorsorgeuntersuchungen vorgemerkt.